# Ubrique
Ubrique è un comune spagnolo di 16 979 abitanti situato nella comunità autonoma dell'Andalusia.